# Le Voyage en France
Le Voyage en France est un roman de Benoît Duteurtre publié en août 2001 aux éditions Gallimard et ayant reçu la même année le prix Médicis.

## Résumé
Le roman suit le parcours de David, jeune Américain né d'un père français qu'il ne connaît pas. Il est passionné de culture française et décide de se rendre en France pour découvrir le pays qui le fascine. David débarque au Havre puis gagne Paris. Il croise par hasard la route d'un Parisien, journaliste pour un magazine distribué dans les taxis.

## Éditions
- Éditions Gallimard, 2001  (ISBN 978-2070758968).
- Coll. « Folio », 2003  (ISBN 978-2070302611).